# Səid Quliyev
Səid Quliyev (ur. 19 lipca 1997) – azerski zawodnik taekwondo, brązowy medalista uniwersjady, złoty medalista igrzysk olimpijskich młodzieży, młodzieżowy wicemistrz świata.
W 2013 wystąpił w mistrzostwach Europy juniorów w Kiszyniowie w kategorii do 74 kg. Odpadł w 1/8 finału. W młodzieżowych mistrzostwach Europy w Porto zakończył swój udział na 1/16 finału. W tym roku zwyciężył trzykrotnie w zawodach młodzieżowych – w Trelleborgu, Eindhoven i Alicante.
W 2014 roku w Tajpej zajął drugie miejsce w kwalifikacjach do letnich igrzysk olimpijskich młodzieży w Nankinie i tym samym awansował na igrzyska. W Nankinie wystąpił w kategorii wagowej do 73 kg i zdobył złoty medal. Zwyciężył we wszystkich trzech pojedynkach – z Jeissonem Andrésem Serrano Hoyosem (7:4), z Seifem Eissą (8:1) i z Hamzą Adnanem Karimem (10:4). Również w 2014 roku został młodzieżowym mistrzem świata w kategorii do 73 kg w Tajpej.
W 2015 roku w Mungyeong został srebrnym medalistą wojskowych mistrzostw świata seniorów w kategorii do 74 kg.
W 2016 roku po raz pierwszy wystąpił w seniorskich mistrzostwach Europy. W kategorii do 74 kg w Montreux odpadł jednak już w pierwszym pojedynku w 1/16 finału.
Podczas letniej uniwersjady w Tajpej w 2017 roku zdobył brązowy medal, przegrywając w półfinale z Irańczykiem Raminem Hosseingholim.